# Acaroceras hamifer
Acaroceras hamifer är en kvalsterart som beskrevs av Balogh och Sandór Mahunka 1977. Acaroceras hamifer ingår i släktet Acaroceras och familjen Microzetidae. Inga underarter finns listade i Catalogue of Life.